# 类家直美
类家直美（日语：／ Ruike Naomi，2000年4月29日—），日本女子摔跤运动员。她曾代表日本参加亚洲摔跤锦标赛，获得一枚金牌和一枚银牌，均来自女子自由式65公斤级项目。